# Karl Bodmer
Johann Karl Bodmer (født 11. februar 1809 i Riesbach, død 30. oktober 1893 i Barbizon) var en schweizisk maler, litograf og raderer.

## Rejsen til Nordamerika, 1832-1834
I 1832-1834 rejste han omkring i Nordamerika med den tyske fyrst Maximilian zu Wied. Bodmer var engageret til at dokumentere fyrstens ekspedition op ad Missouri River med præcise gengivelser af landskaberne og dyrelivet samt besøgene hos flere indianerstammer. Enogfirs stik af Bodmer illustrerer tyskerens storværk ”Reise in das Innere Nord-America in den Jahren 1832 bis 1834”,:preface  (engelsk udgave: ”Travels in the Interior of North America, 1832-1834”).
Bodmer (og året før ham indianermaleren George Catlin) lader til uvidende at have påvirket mandanernes tegnestil i en mere naturtro retning under sit og Maximilians vinterophold blandt disse.
De fleste akvareller malet af Bodmer under ekspedition og brugt som grundlag for stikkene lavet i Paris siden findes på Joslyn Art Museum i Omaha, Nebraska.
Bodmer rådede en anden schweizisk kunstner, Rudolph F. Kurz, til at forfine sin tegneteknik, inden denne fulgte næsten i Bodmers fodspor ind på den nordamerikanske prærie i 1850erne.:3 

## Tiden derefter
Efter rejsen til Nordamerika, hvorpå fulgte landskaber fra rejsen og udgivelsen af Nordamerika in Bildern, slog han sig fra 1849 ned i Barbizon ved Fontainebleau og dyrkede landskabsmaleriet der i Barbizon-skolens ånd (Skovinteriør 1850, Luxembourg-samlingen i Paris). Han udførte også talrige litografier efter sine egne landskaber, raderede og leverede flere bidrag til illustrerede blade. Hans Kilde i skoven kom til museet i Bern.

## Værker af Karl Bodmer
- Karl Bodmer (yderst til højre) og Maximilian zu Wied præsenteres for hidatsaindianerne i North Dakota
- Udmundingen af Fox River gengivet med Bodmers karakteristiske sans for detaljer
- En lakotakvinde med dekoreret skindkappe
- Karl Bodmer - Oaks and Wild Boars - 06.3 - Museum of Fine Arts